# 떨라
떨라(암하라어: ጠላ) 또는 서와(티그리냐어: ሰዋ)는 에티오피아와 에리트레아에서 처음 만들어진 곡주(술의 종류)이다. 테프나 수수 같은 서곡을 사용해 맥주와 비슷한 방식으로 만들며, 지역에 따라 보리, 밀, 옥수수 등을 함께 쓰기도 한다. 발효할 때 게쇼갈매나무의 잎을 말려 낸 가루를 첨가하며, 그 외에 향신료를 넣기도 한다. 알코올 도수는 보통 2~4도이다. 6도 내외인 떨라는 "필터 떨라(암하라어: ፊልተር ጠላ 필터르 떨라)"도 존재하며, 무알코올 떨라는 "부끄리(암하라어: ቡቅሪ)"라 부른다.

## 같이 보기
- 떠지
- 에리트레아 요리